# نظام کنترل نامتمرکز
یکی از مقوله‌هایی که امروزه در زمینه اتوماسیون مورد توجه قرار گرفته‌است، مسئله ایجاد شبکه کامپیوتری برای کنترل فرآیندهای صنعتی است، یکی از این سیستم‌ها، سیستم کنترل توزیع شدهDCS می‌باشد .
پیشرفت سریع کامپیوتر و کاربرد آن‌ها در سیستم‌های کنترل، در چند سال اخیر افزایش حیرت انگیزی کرده‌است، این پیشرفت سریع در کشور ما نیز با سرعت کمتری نفوذ کرده و بسیاری از کارخانجات کشور مجهز به سیستم‌های کنترل کامپیوتری گسترده و نیمه گسترده شده‌اند. صنعت تولید برق بی شک یکی از پیشگامان این عرصه می‌باشد . 
تحقیق زیر مطالب جمع‌آوری شده و انتخاب شده‌ای از مدرک Elsag Bailey process automation و جزوات I&C Maintenance و مدارک بهره‌برداری ابزار دقیق توربین گاز V۹۴ و مدارک گسسته شرکت Ansaldo و تجربیات عملی می‌باشد .